# باول بوير
باول بوير (بالإنجليزية: Paul Boyer)‏ هو مؤرخ أمريكي، ولد في 2 أغسطس 1935 في دايتون في الولايات المتحدة، وتوفي في 17 مارس 2012 في ماديسون في الولايات المتحدة.